# Solomon Airlines

## Історія

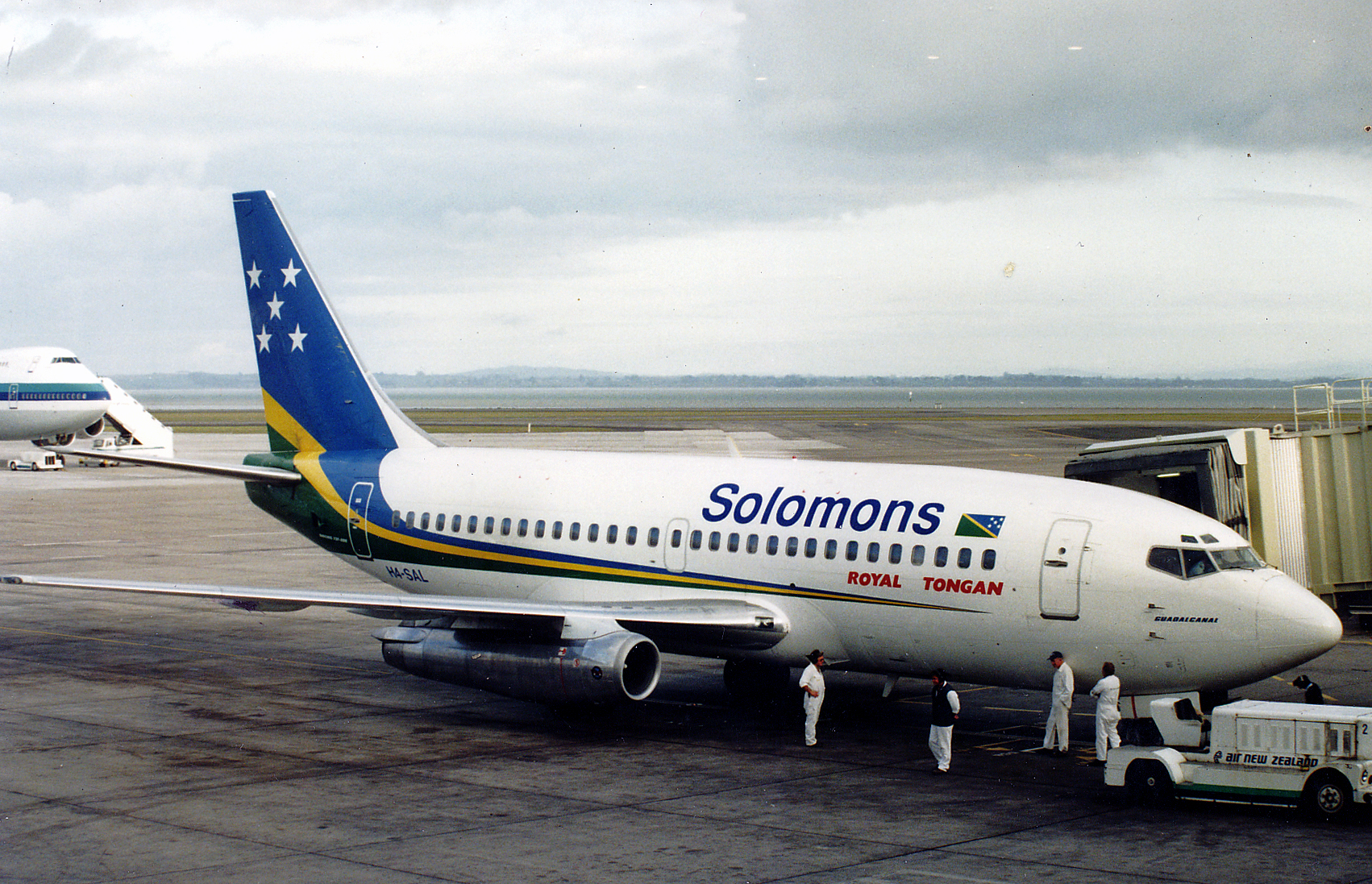
Боїнг 737 компанії Solomon Airlines в аеропорту Окленда в 2000 році.

Компанія була заснована в 1962 році. Є єдиною авіакомпанією Соломонових Островів. З 1984 року власником компанії є уряд Соломонових Островів.

## Призначення
Solomon Airlines обслуговує міжнародні рейси в Брисбен (Австралія), Наді (Фіджі), Порт-Вілу (Вануату) і внутрішні рейси більше ніж 20 аеропортів.

## Лівреї
Базовий колір лівреї білий. Присутні паралельні зелена і жовта смуги. Хвіст синій з п'ятьма білими зірками. Уздовж вікон розташоване слово Solomons.

## Авіакатастрофи та інциденти
Solomon Airlines за свою історію втратила два літаки: BN-2A Islander в 1978 році біля острова Беллона і DH6 Twin Otter в 1991 році острів Гуадалканал (26 загиблих).